# Вольпаго-Монтелло
Вольпаго-Монтелло (итал. Volpago del Montello) — коммуна в Италии, располагается в провинции Тревизо области Венеция.
Население составляет 9052 человека, плотность населения составляет 206 чел./км². Занимает площадь 44 км². Почтовый индекс — 31040. Телефонный код — 0423.
Покровительницей коммуны почитается святая равноапостольная Мария Магдалена, празднование 22 июля.